# 何应辉
何应辉（1946年6月—），男，四川成都人，中国书法家，中国书法家协会原副主席，四川省诗书画院名誉院长。